# Frank Scheurell

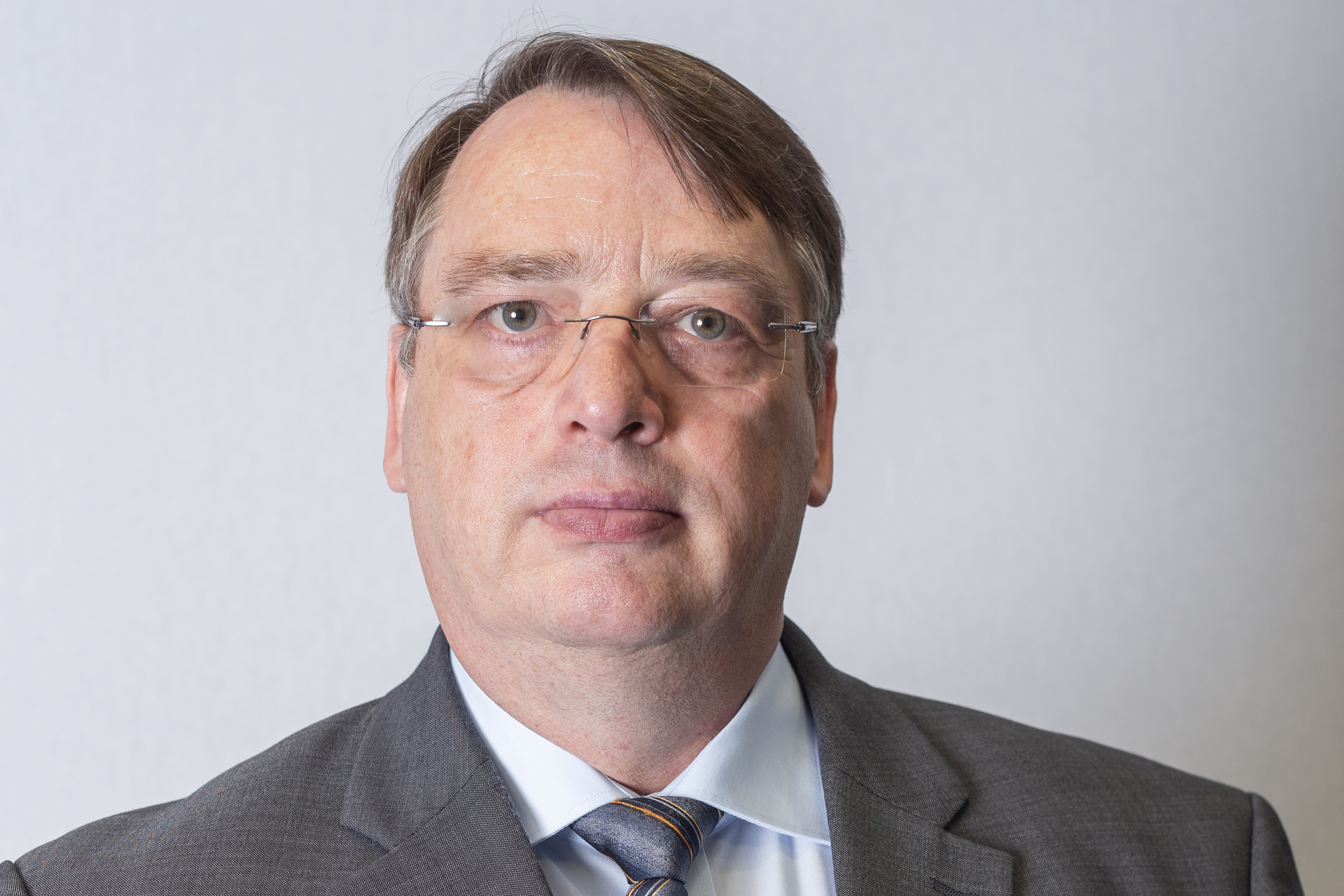
Frank Scheurell 2018

Frank Scheurell (* 31. Oktober 1962 in Lutherstadt Wittenberg) ist ein deutscher Politiker (CDU). Er war von 2002 bis 2021 Abgeordneter im Landtag von Sachsen-Anhalt.

## Leben
Nach Abschluss der Polytechnischen Oberschule im Jahr 1979 machte Frank Scheurell bis 1981 eine Berufsausbildung zum Dachdecker und anschließend bis 1986 ein Hochbaustudium. Zwischen 1986 und 1987 war er für die Technologie im Wohnungsbaukombinat im Betrieb Dessau zuständig. Seit 1987 ist er mit einem Wittenberger Dachdeckergeschäft selbstständig
Scheurell ist katholisch und ledig.

## Politik
Frank Scheurell trat 1990 der CDU bei. Seit 1990 ist er Mitglied im Stadtrat der Lutherstadt Wittenberg und seit 1991 dort CDU-Fraktionsvorsitzender. In diesem Zusammenhang ist Frank Scheurell auch Mitglied im Entwässerungsbetriebsausschuss der Lutherstadt Wittenberg.
Bei der Oberbürgermeisterwahl am 20. Mai 2001 trat Scheurell für das Amt des Oberbürgermeisters von Wittenberg an, scheiterte aber knapp gegen den Amtsinhaber Eckhard Naumann (SPD).
Bei der Landtagswahl am 21. April 2002 erzielte Scheurell mit 41,1 % der Erststimmen das Direktmandat im Wahlkreis 26 Wittenberg und wurde Mitglied im Landtag von Sachsen-Anhalt. Dort ist er ordentliches Mitglied im Ausschuss Landesentwicklung und Verkehr. Außerdem ist er verkehrspolitischer Sprecher der CDU-Landtagsfraktion.
Bei der Landtagswahl am 26. März 2006 erzielte er mit 41,9 % der Erststimmen im Wahlkreis 24 Wittenberg erneut das Direktmandat und damit das landesweit drittbeste Ergebnis aller Direktkandidaten.
Bei der Oberbürgermeisterwahl am 30. März 2008 trat Scheurell erneut an und erzielte mit 27,9 % der Stimmen das zweitbeste Ergebnis hinter Amtsinhaber Eckhard Naumann (41,4 %), dem er in der Stichwahl am 13. April 2008 mit 40,0 % der Stimmen (gegenüber 60,0 % für Naumann) erneut unterlag.
Bei der Landtagswahl am 20. März 2011 erzielte er mit 41,7 Prozent der Erststimmen erneut das Direktmandat im Wahlkreis 24 Wittenberg und das landesweit drittbeste Ergebnis aller Direktkandidaten.
Bei der Landtagswahl am 13. März 2016 gewann Frank Scheurell mit 33,6 Prozent der Erststimmen zum vierten Mal das Direktmandat im Wahlkreis 24 Wittenberg. Sein Stimmenvorsprung zum Zweitplatzierten (11,3 Prozentpunkte) war mit 3274 Wählerstimmen der zweitbeste im Land. Zur Landtagswahl 2021 trat er nicht mehr; stattdessen kandidierte Ministerpräsident Reiner Haseloff im Wahlkreis Wittenberg für die CDU; für die AfD trat Volker Scheurell, ein Bruder Frank Scheurells an.

## Weitere Tätigkeiten
Frank Scheurell ist Mitglied im Aufsichtsrat der Wittenberger Wohnungsbaugesellschaft und im Aufsichtsrat der Wittenberger Gesellschaft für Wohneigentum.